# Бономи, Витторио
Витторио Бономи (итал. Vittorio Bonomi, 1 ноября 1891, Милан — 1956) — итальянский военный лётчик, инженер-авиатор и предприниматель.

## Биография
Получил профессию бухгалтера.

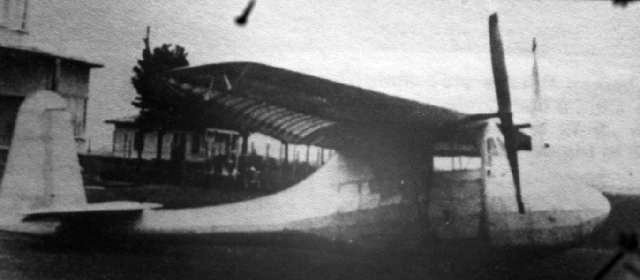
«Bossi-Bonomi Pedaliante»

Участник Первой мировой войны. После вступления в войну Италии (в мае 1915 года) пошёл в армию добровольцем. Служил в авиачастях, в декабре 1915 года получил патент лётчика. Командовал отделением, а затем — эскадрильей. За отличия в военных действиях был награждён.
После окончания войны выступил основателем Национальной лётной ассоциации Италии, аэроклуба Милана.
Позднее решил полностью посвятить себя созданию самолётов. Основатель и владелец Aeronautica Bonomi, базирующийся в Канту, разработал и построил серию планеров «Bonomi».
В 1932 году открыл школу планеризма в Канту, среди его учеников Карло Бараджола, Марчелло Диас, Джорджо Савоха и его сестра Анна Федерика.
В 1937 году вместе с Босси, тоже итальянцем, успешно выдержал горизонтальный полёт на расстояние около 2600 футов на винтовом самолёте «Bossi-Bonomi Pedaliante», пропеллер которого раскручивали сами лётчики. По другим сведениям, Босси и Бономи только построили мускулолёт, а летал на нём специально нанятый ими профессиональный спортсмен-велосипедист Эмилио Каско.
Написал книгу о планеризме, учредил стипендию для сирот-авиаторов и участвовал в различных авиационных мероприятиях в Италии и за рубежом.